# Tunnel Rastatt
Der Tunnel Rastatt (auch Rastatter Tunnel) ist ein im Bau befindlicher Eisenbahntunnel der Ausbau- und Neubaustrecke Karlsruhe–Basel in Rastatt. Er unterquert das Stadtgebiet, einen Fluss und im Norden und Süden der Stadt die bestehende Fernbahnstrecke. Das Bauwerk soll von Fern- und Güterverkehr genutzt werden. Die Inbetriebnahme des zweiröhrigen Tunnels ist für frühestens Ende 2026 geplant.
Die Bauarbeiten begannen 2013; damals war die Eröffnung für 2022 geplant. Doch während des Baus ereignete sich am 12. August 2017 eine Havarie in der Oströhre, die eine Gleisabsenkung der unterquerten Rheintalbahn zur Folge hatte. Daraus folgte eine siebenwöchige Sperrung der Rheintalstrecke, was erhebliche und weiträumige Beeinträchtigungen des Schienen-Güterverkehrs verursachte. Die Bauarbeiten wurden eingestellt und erst Ende 2021 wieder aufgenommen.

## Verlauf
Der 4270 Meter lange zweiröhrige Tunnel hat sein Südportal bei Niederbühl, sein Nordportal liegt östlich von Ötigheim. Von Süden kommend unterquert er zunächst den kanalisierten Fluss Murg, dann in nordöstlicher Richtung das Rastatter Stadtgebiet – etwa 500 Meter östlich des Rastatter Bahnhofs – sowie die bestehende Rheintalbahn und die Federbach-Niederung. Die Tunneltrasse verläuft ab dem Südportal auf zwei Drittel ihrer Länge in einer leichten Rechtskurve, zum Nordost-Portal hin jedoch im Wesentlichen gerade.
Die beiden eingleisigen Röhren verlaufen in einem Gleismittenabstand von 26,5 Metern und sind im Abstand von 500 Metern durch Querstollen miteinander verbunden. Im Norden und Süden sollen sich Trogbauwerke von 800 bzw. 895 Meter Länge an den 4270 Meter langen Tunnel anschließen.
Die Gradiente fällt von beiden Portalen zur Tunnelmitte hin ab. Von Karlsruhe Richtung Baden-Baden fällt die Strecke zunächst auf einer Länge von 1,7 km (km 94,116 bis 95,871) mit 12,2 Promille ab, anschließend (bis km 96,528) mit 6,5 Promille. Darauf folgt eine 1,2 km lange Steigung (bis km 97,706) von 1,3 Promille und anschließend eine 2,45 km lange Steigung von 12,3 Promille (bis km 100,156).
Die beiden Gleise liegen weitgehend in kreisrunden Tunnelröhren mit einem Innendurchmesser von 9,60 Meter; in Abschnitten mit offener Bauweise wurde ein Rechteckquerschnitt mit äquivalenter Querschnittsfläche gewählt.
Die Überdeckung liegt zwischen 3 und 20 Metern. Die zumeist im Grundwasser liegenden Röhren durchqueren einen sandig-kiesigen Untergrund.
Der Tunnel ist Kernstück eines 17 Kilometer langen Neubaustreckenabschnitts, der für eine Geschwindigkeit von 250 km/h ausgelegt ist. Der Fernverkehr und ein Teil des Güterverkehrs sollen ihn nutzen.

## Planung
Im Rahmen der Ausbau- und Neubaustrecke Karlsruhe–Basel ist laut Angaben der Deutschen Bahn und dem Vertrag von Lugano ein viergleisiger (und abschnittsweise sechsgleisiger) Ausbau erforderlich.
Von 1970 bis 1983 wurden für den Streckenabschnitt 1, zu dem der Tunnel gehört, mehr als 20 oberirdische Varianten geprüft. Im Rahmen des 1983 eingeleiteten Raumordnungsverfahrens wurden im Raum Rastatt fünf ober- und unterirdische Hauptvarianten mit verschiedenen Entwurfsgeschwindigkeiten untersucht. In seiner raumordnerischen Begutachtung forderte das Regierungspräsidium Karlsruhe die Deutsche Bundesbahn auf, die oberirdischen Varianten zu verwerfen und eine Unterfahrung von Rastatt vorzusehen. Die dabei zunächst vorgesehene Linienführung des Neubaustreckenabschnitts über Durmersheim, Bietigheim und Ötigheim wurde von Anwohnern intensiv bekämpft. Auf politischen Druck hin wurde die neue Trasse schließlich an die ohnehin neu zu planende Bundesstraße 36 verlegt. Laut Angaben der DB sei diese Verlegung unter Berücksichtigung örtlicher Randbedingungen gegenüber der zuvor verfolgten Trasse ohne Mehrkosten möglich. Die gewählte Tunnellösung sei nach Angaben der Deutschen Bahn wirtschaftlich günstiger, betrieblich besser (Kapazität, Leistungsfähigkeit) und ermögliche kürzere Fahrzeiten. Als Ergebnis des Raumordnungsverfahrens wurde im Juli 1986 die Bündelungstrasse mit der neuen Bundesstraße und einem Tunnel vorgestellt. Mitte 1987 rechnete die Deutsche Bundesbahn damit, das Planfeststellungsverfahren Ende 1987 einleiten zu können. Die Ortsumgehung der B 36 entstand in den Jahren 2002 bis 2004.
Das Planfeststellungsverfahren im Planfeststellungsabschnitt 1 wurde am 27. Juni 1990 eingeleitet. Aufgrund der hohen Kosten der angestrebten Tunnellösung wurden in den Jahren 1991 und 1992 Einsparmöglichkeiten untersucht, einschließlich anderer Tunneltrassen und verkürzter Tunnel. Das Planfeststellungsverfahren wurde am 19. März 1996 abgeschlossen. Nachdem mehrere anhängige Klagen abgewiesen worden waren, wurde der Beschluss für den Planfeststellungsabschnitt 1.2, zu dem der Tunnel gehört, am 11. August 1998 bestandskräftig.
Im Frühjahr 1997 beauftragte das Bundesverkehrsministerium die Deutsche Bahn, eine vergleichende Untersuchung zwischen einem oberirdischen Ausbau und der unterirdischen Durchfahrung durchzuführen. Das Ergebnis wurde vom Eisenbahn-Bundesamt überprüft und im Dezember 1997 der baden-württembergischen Landesregierung mitgeteilt. Demnach hätte eine oberirdische Lösung zwar ähnlich hohe Kosten wie die Unterfahrung verursacht, jedoch bei weitem nicht deren Kapazitätszuwachs erreicht.
Im Jahr 2000 war das Bauwerk mit einer Länge von 4.540 Metern geplant. Das Nordportal sollte an der Bundesstraße 462 entstehen, das Südportal unweit der Bundesautobahn 5. 2002 war der Tunnel mit einer Länge 4270 Metern geplant. Nord- und Südportal waren dabei nach Norden verschoben worden. Mitte 2010 war für das Bauwerk eine Länge von 4.225 Metern vorgesehen.
Anfang 2009 war vorgesehen, die zu diesem Zeitpunkt zehn Jahre alte Planung für den Tunnel Rastatt zu überarbeiten und Anfang 2011 mit dem Bau zu beginnen. Beides sollte aus Mitteln des Konjunkturpaketes II finanziert werden. Aufgrund des hohen Finanzbedarfes und der langen Projektlaufzeit wurde davon abgesehen.
Im Jahr 2011 wurde beim Eisenbahn-Bundesamt ein Planänderungsantrag eingereicht, mit dem unter anderem der Abstand der Querstollen von 1.000 auf 500 m gesenkt und spezielle Bauwerke im Portalbereich gegen den Tunnelknall beantragt wurden. Unter anderem wurde die Trasse der Oströhre geringfügig verschoben, um einen einheitlichen Abstand von 12 Metern zwischen Schleusentüren der Verbindungsstollen einzuhalten. Daneben ist nun der Einbau eines Erschütterungsschutzsystems auf einer Länge von 2260 m vorgesehen. Der Änderungsantrag wurde im November 2012 genehmigt. Laut einem Medienbericht seien wegen neuer Sicherheitsbestimmungen Korrekturen an der Planung notwendig gewesen (Stand: Februar 2012).
Am 24. August 2012 schloss das Bundesministerium für Verkehr, Bau und Stadtentwicklung eine Finanzierungsvereinbarung über den nördlichsten Abschnitt der Rheintalbahn. Er umfasst einen 16 Kilometer langen nördlichsten Abschnitt der Neu- und Ausbaustrecke, zu dem auch der Tunnel Rastatt zählt. Der Abschnitt ist für bis zu 250 km/h ausgelegt.
Ende Februar 2012 erschien eine Vorankündigung über die Ausschreibung des Bauauftrags für den Planfeststellungsabschnitt 1, zu dem der Tunnel gehört. Der geschätzte Auftragswert betrug 808 Millionen Euro. Ausschreibung und Vergabe sollten von Mai 2013 bis August 2014 laufen.
Im April 2016 wurde der Bau von Bauwerken zur Anbindung des Tunnels ausgeschrieben. Im Mai 2016 folgte eine Ausschreibung für den Oberbau und die Lärmschutzwände der oberirdischen Bereiche (Bashaide bis Rastatt Süd).

## Bau

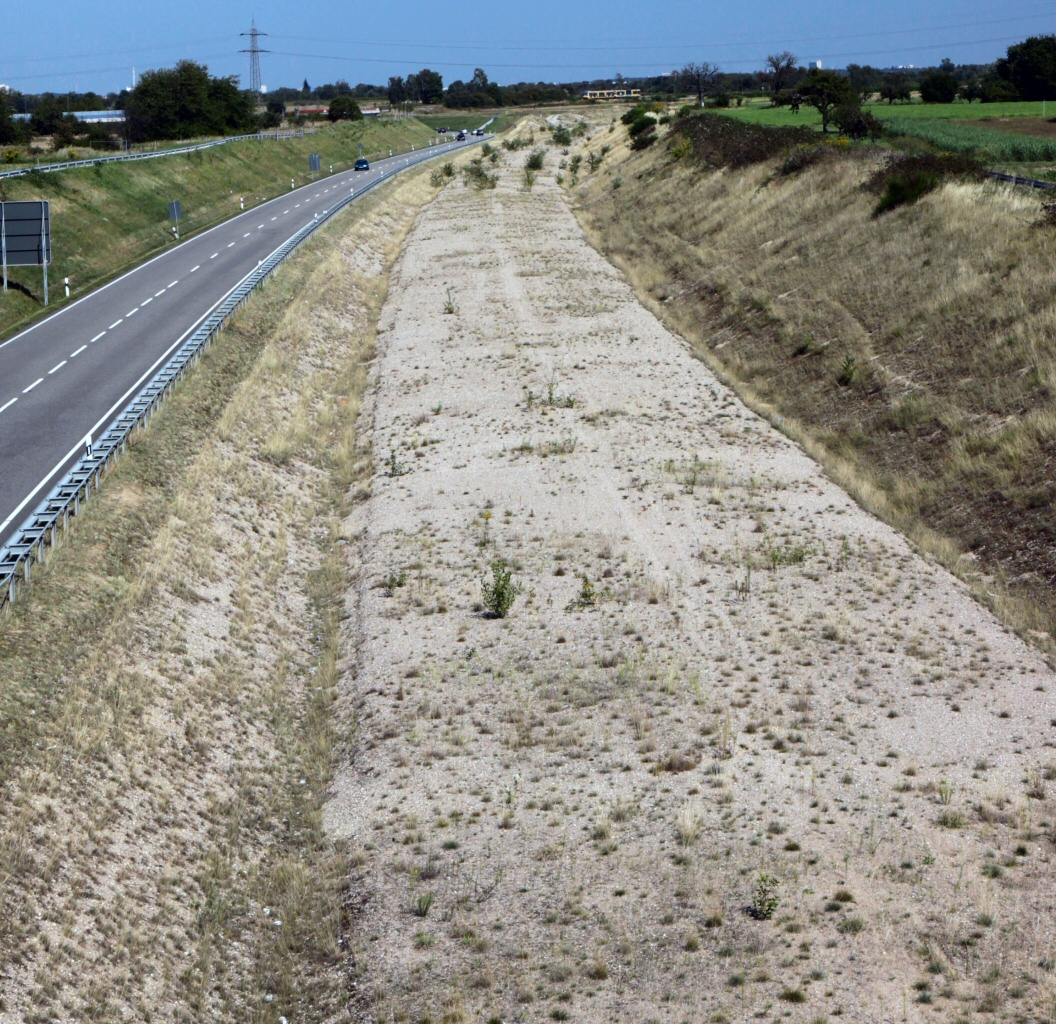
Bereits fertiggestelltes Planum der Trasse (auf Höhe Durmersheim, Anfang September 2009)

Bereits zum Ende des Jahres 2006 wurde der nördlich an den Tunnel anschließende Streckenabschnitt im Erdbau auf einer Länge von etwa 7,5 Kilometern fertiggestellt und seit Anfang 2013 bei Ötigheim fortgeführt. Der Bau des Tunnels wurde laut Angaben der Europäischen Kommission aufgrund fehlender Mittel lange Zeit nicht begonnen, der Baubeginn wurde auf 2013 verschoben.
Aufgrund der geologisch-hydrologischen Verhältnisse wurde geplant, den Tunnel zumindest in weiten Teilen mit zwei Tunnelbohrmaschinen in Nord-Süd-Richtung vorzutreiben. Dabei wird der Untergrund teilweise vereist oder anderweitig verfestigt. Am 7. April 2011 begannen im Ortsteil Niederbühl Probebohrungen für den Tunnel. Am 9. Mai 2012 begann ein weiteres Erkundungsprogramm zwischen Ötigheim und Rastatt Süd.
Im März 2013 wurden die Arbeiten für die Rampe am nördlichen Tunnelportal ausgeschrieben. Der offizielle erste Spatenstich erfolgte am 30. Juli 2013 an der südlichen Grundwasserwanne unter der A 5 in Niederbühl. Damit wurden die Baumaßnahmen zwischen dem Abzweig Basheide und Rastatt Süd eröffnet. Anschließend begannen Ende 2013 auch die Arbeiten an der Grundwasserwanne Nord.
Am 4. August 2014 wurde in Berlin der Vertrag für den Rohbau des Tunnels unterzeichnet. Mit dem Rohbau des Tunnels wurde die Arbeitsgemeinschaft Tunnel Rastatt beauftragt. Die technische Federführung obliegt darin der Ed. Züblin AG, die kaufmännische Federführung der Hochtief AG. Das Auftragsvolumen beträgt 312 Millionen Euro. Es war das bis dahin größte Volumen für einen Tunnelbauvertrag im Rahmen des Projekts Karlsruhe–Basel. Zu diesem Zeitpunkt war die Fertigstellung des Rohbaus für das Ende des 1. Quartals 2018 vorgesehen. Die bautechnische Fertigstellung sollte 2020 folgen, der Probebetrieb 2022 begonnen werden. Rund 3800 Meter sollten im Schildvortrieb, ca. 470 Meter in Spritzbetonbauweise bzw. offener Bauweise entstehen.
Anfang Dezember 2014 gab die Deutsche Bahn die Auftragsvergabe für zwei Tunnelvortriebsmaschinen mit einem Volumen von 36 Millionen Euro bekannt. Die beiden 90 Meter langen und 1750 t schweren Maschinen wurden von der Herrenknecht AG geliefert. Am 8. Dezember 2015 wurde die erste Tunnelvortriebsmaschine symbolisch beim Hersteller abgenommen und anschließend ab Anfang Februar 2016 am Nordportal bei Ötigheim montiert, um die Oströhre vorzutreiben.
Der Tunnelanstich der Oströhre erfolgte am 25. Mai 2016 durch die auf den Namen Wilhelmine getaufte erste Tunnelvortriebsmaschine. Der symbolische Anstich der zweiten Tunnelröhre durch die Tunnelvortriebsmaschine Sibylla-Augusta folgte am 27. September 2016.
Am 19. Dezember 2016 erreichte Wilhelmine die Mitte des bergmännischen Tunnels, während die Weströhre zu etwa einem Viertel vorgetrieben war. Im April 2017 unterfuhr die erste Tunnelvortriebsmaschine den Fluss Murg, die zweite Tunnelröhre war etwa zur Hälfte erstellt. Für den Vortrieb unterhalb der Bundesstraße 36 wurde diese zeitweise gesperrt, auf der Landesstraße 77 wurde für die Unterquerung Erdreich aufgeschüttet. Für den Vortrieb unter der Rheintalbahn bei Niederbühl (mit teils 5 m Überdeckung) wurde das Erdreich ab Oktober 2016 mittels 168 Bohrungen vereist, die Ankunft der Tunnelvortriebsmaschinen an der Rheintalbahn wurde für Juli/August 2017 (Oströhre) bzw. Oktober/November 2017 (Weströhre) erwartet.

### Gleisabsenkung im August 2017

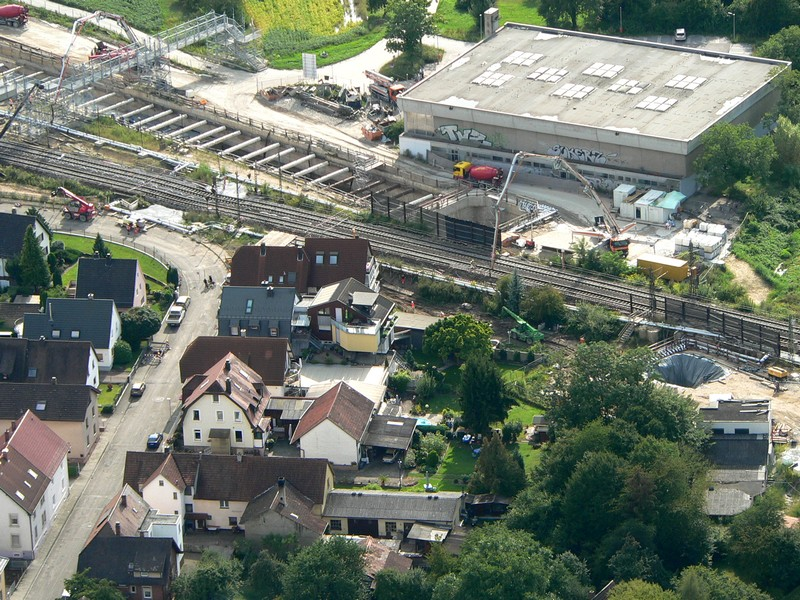
Gleisabsenkung am Südportal (20. August 2017)

Mitte August 2017 senkten sich in Folge der Bauarbeiten die Gleise der über der Baustelle liegenden Rheintalbahn. Dies machte eine mehrwöchige Sperrung dieser Strecke für den gesamten Zugverkehr notwendig und hatte erhebliche Auswirkungen auf den Schienenverkehr im südwestdeutschen Raum.
Rund sieben Wochen nach der Sperrung wurden der Güterverkehr sowie ein Teil des Personenverkehrs am 2. Oktober 2017 kurz nach Mitternacht wieder aufgenommen.

#### Ablauf
Bereits in den Wochen vor der Havarie wurden leichte Gleisabsenkungen beobachtet, während Lokomotiven und Wagen die Stelle passierten. Diese wurden durch Auffüllen von Gleisschotter ausgeglichen.
Am 12. August 2017 gegen 11 Uhr meldeten Sensoren der Tunnelbaustelle bei Niederbühl eine Absenkung der Gleislage auf der Bestandsstrecke oberhalb des Tunnels. Der Zugverkehr wurde daraufhin eingestellt. Nach anderen Angaben löste die Tunnelvortriebsmaschine Alarm aus, bevor Sensoren an der Oberfläche Veränderungen an den Gleisen erkannten. Um 10:53 Uhr hatten sich Tübbingelemente verschoben. 10 Minuten danach, um 11:03 Uhr, sei die darüber liegende, bestehende Strecke gesperrt worden.
Auf etwa sechs bis acht Metern Länge hatte sich das Gleis um bis zu einen halben Meter abgesenkt. Der Vorfall ereignete sich 52 Meter vor Fertigstellung der ersten Röhre. Der Durchstich hätte dort „in Kürze“ erfolgen sollen. In diesem Bereich wird die Bestandsstrecke mit einer Überdeckung von fünf Metern in einem spitzen Winkel unterquert. Im Bereich der Unterfahrung war mit einer bis zu −33 °C kalten Kühlflüssigkeit der Boden eingefroren worden, um ihn zu stabilisieren. Der Maschinenvortrieb auf einer Länge von 205 m in einem vollständig gefrorenen Eiskörper stellte ein Novum im maschinellen Tunnelbau dar. Bei der ersten Vereisungsaktion im Juli 2016 am Nordportal sei das Bauverfahren als  „Weltpremiere“ bezeichnet worden. „Wir hoffen, dass es so klappt, es gibt ja keine Erfahrungswerte mit einem Eisring im Boden“, habe der Leiter des Projektes laut den „Stuttgarter Nachrichten“ gesagt. In der Nacht zum 15. August senkte sich das Gleis weiter.
Die Strecke sollte zunächst bis zum 26. August gesperrt bleiben. Dieser Termin wurde nach einigen Tagen auf den 7. Oktober verschoben. Tatsächlich konnte der Streckenabschnitt bereits am 2. Oktober 2017 wieder in Betrieb genommen werden.
Mit einem Pfropfen aus Beton wurde zunächst der rund 4000 Meter lange, fertiggestellte Teil des Tunnels (Oströhre) von der Unglücksstelle getrennt. Erst sollte nur ein 50 Meter langer Bereich im Schadensabschnitt, in dem sich auch die Tunnelvortriebsmaschine (TVM) befand, mit Beton verfüllt werden. Weitere Erdbewegungen machten jedoch erforderlich, die gesamten 160 m (150 m hinter dem Schild der TVM) mit Beton zu verfüllen. Dabei wurde die Tunnelvortriebsmaschine aufgegeben und im Untergrund einbetoniert. Es wurde erwogen und später vereinbart, die TVM (90 m lang) wie auch die 160 Meter (10.500 Kubikmeter) verfüllten Beton zu einem späteren Zeitpunkt wieder zu entfernen. Nach Angaben der Arbeitsgemeinschaft könne die Maschine später nicht mehr gerettet werden.
Die Bestandsstrecke wurde zunächst zurückgebaut und anschließend wurden über einen Zeitraum von drei Wochen im 24-Stunden-Betrieb zwei Stahlbetonplatten mit einer Länge von 275 Metern, einer Breite von 11 Metern und einer Dicke von 1 Meter errichtet, auf der schließlich die Gleise wieder aufgebaut wurden. An der Wiederherstellung der Strecke arbeiteten laut Bahnangaben mehrere hundert Menschen. Um den 27. August waren die Bestandsgleise zurückgebaut und wurde mit dem Aushub der Grube für die Betonplatte begonnen. Die Betonage wurde am Wochenende 16./17. September abgeschlossen. Rund drei Monate nach der Havarie wurde mit dem Abbau des Betonpfropfens in der östlichen Tunnelröhre begonnen, um danach auch die dahinter liegende, einbetonierte TVM „Wilhelmine“ bergen zu können.
Im August 2019, zwei Jahre nach der Gleisabsenkung, stellte die Bahn der Öffentlichkeit vor, wie der Weiterbau und die Entfernung der Tunnelbohrmaschine erfolgen solle. Dazu hatten sich die Bahn und die Baufirmen in der Arbeitsgemeinschaft Tunnel Rastatt im Schlichtungsverfahren geeinigt.

#### Ursachendiskussion
Die Ursache sollte zunächst bis spätestens Frühjahr 2018 geklärt und zusammen mit Vorschlägen für die Bergung der Maschine bekannt gegeben werden. Das im September 2017 angelaufene Schlichtungsverfahren zog sich durch immer wieder neue Probebohrungen in die Länge. Auch über drei Jahre nach der Havarie Ende 2020 war das Beweiserhebungsverfahren noch nicht abgeschlossen. Durch ein Gutachten sollte geklärt werden, wer für das Unglück verantwortlich ist. Die Aussagen waren relevant dafür, wer die durch die Havarie entstandenen Kosten sowie möglichen Schadenersatz zu tragen hat. Nach der Havarie waren verschiedene Erklärungsansätze in der Öffentlichkeit bekannt geworden.
Die Vereisungsmaschinen zeigten laut Angaben der Arbeitsgemeinschaft keine Unregelmäßigkeit an. Möglicherweise haben auch Grundwasserströme zu viel Wärme zugeführt und die Vereisung gestört. Als mögliche Ursache gilt eine zu große Vortriebsgeschwindigkeit, sodass sich ein Tübbingring, an dem sich die Maschine abdrückte, verschob, womit der Boden über der Röhre nachgab. Die betroffenen Tübbinge, die eine Woche zuvor eingebaut worden waren, verschoben sich gegeneinander um 10 cm, später um 25 cm.
Für den heiklen letzten südlichen Tunnelbauabschnitt der Unterquerung der Rheintalbahn war von der DB Netz AG ursprünglich ein Spritzbetonvortrieb von Süden her im Schutze einer ringförmigen Vereisung („Volleisring“) vorgesehen. Zur Ausführung kam letztlich jedoch das von der bauausführenden Arbeitsgemeinschaft Tunnel Rastatt geänderte Vortriebskonzept, auch diesen anspruchsvollen Abschnitt unter der Rheintalbahn mittels TVM von Norden her aufzufahren. Auf eine eigene, vom tieferen Baugrund unabhängige Absicherung der Gleise der bestehenden Bahnstrecke an der Oberfläche gegen eine Verschiebung in alle drei Raumrichtungen, z. B. durch eine oberflächennahe Konstruktion mit massiven Stahlträgern unter den Schienen oder unter dem Gleisbett, etwa in der Funktion einer Hilfsbrücke, war verzichtet worden. So bestand im Bereich der Unterquerung trotz der Baugrundverfestigung durch den Volleisring keine Redundanz gegen die großen dynamischen Lasten (Lastwechsel) der ständig (über 100 pro Tag) darüber rollenden, insbesondere mehrere tausend Tonnen schweren und mehrere hundert Meter langen Güterzüge.

#### Auswirkungen
Unmittelbar nach dem Vorfall wurde zwischen Rastatt und Baden-Baden zunächst ein Busnotverkehr eingerichtet. Ab dem 14. August wurde ein Schienenersatzverkehr im 6-Minuten-Takt durchgeführt. Reisende mussten mit Reisezeitverlängerungen von etwa einer Stunde rechnen. Pro Tag wurden etwa 30.000 Reisende, also im gesamten 49-tägigen Zeitraum von 14. August bis 2. Oktober 2017 etwa 1,47 Millionen Fahrgäste, in Ersatzbussen befördert. Die Bahn zahlte manchen Pendlern, die von der Streckenvollsperrung betroffen waren, Entschädigungen.
Am 13. August wurden 16 Bewohner von vier benachbarten Häusern aufgefordert, diese zu verlassen. Laut Bahnangaben sei dies eine reine Vorsichtsmaßnahme gewesen. Anwohner berichteten, ihnen sei mitgeteilt worden, ihre Häuser könnten ebenfalls absinken.
Im Schienengüterverkehr wurde auf großräumige Umfahrungen sowie Verlagerungen auf andere Verkehrsträger gesetzt. Andere Baustellen wurden nach dem Vorfall zeitlich verschoben, um Umleitungsstrecken für Baustellen zu erhalten. Im Rahmen großräumiger Umleitungen wurde unter anderem die Strecke Horb–Tübingen–Reutlingen–Plochingen vorübergehend an Werktagen rund um die Uhr befahren. Bauarbeiten auf der Bahnstrecke Stuttgart–Horb wurden vorzeitig, zum 5. September, abgeschlossen, damit die Strecke als Umleitungsstrecke zur Verfügung gestellt werden konnte.
Auf dem Rhein wurde die Maximallänge für Gütermotorschiffe zwischen Basel und Rheinfelden vorübergehend von 110 auf 135 Meter erhöht.
Strafrechtliche Konsequenzen hatte der Vorfall keine. Die zuständige Staatsanwaltschaft Baden-Baden lehnte die Aufnahme eines förmlichen Ermittlungsverfahrens aufgrund mehrerer, teils anonym eingegangener Strafanzeigen ab. Es hätten sich nach eingehender Prüfung keine zureichenden Anhaltspunkte auf eine konkrete Gefährdung von Personen oder Sachen von hohem Wert ergeben. Die Bundesstelle für Eisenbahnunfalluntersuchung lehnte eine Untersuchung ebenfalls ab, da es keinen Personenschaden gab.

#### Volkswirtschaftliche Schäden
Das Netzwerk Europäischer Eisenbahnen (NEE) schätzte den Umsatzverlust für Güterverkehrsunternehmen zunächst auf 12 Millionen Euro pro Woche. Selbst unter Berücksichtigung aller großräumigen Umleitungsstrecken stand nicht genügend Kapazität zur Verfügung, da mehrere Umleitungsstrecken baubedingt ebenfalls gesperrt waren. Bei Umsatzeinbußen von mehr als 100 Millionen Euro war die Befürchtung, dass die Existenz von wenigstens einem Dutzend Güterverkehrsunternehmen gefährdet sei – eine Prognose, die sich nicht bewahrheitete. In einem offenen Brief an den deutschen Bundesverkehrsminister Dobrindt und die EU-Verkehrskommissarin Bulc kritisierten 24 europäische Verkehrs- und Umweltverbände das Krisenmanagement und wiesen darauf hin, dass auf Umleitungsstrecken nur ein Viertel der Kapazität der Rheintalbahn zur Verfügung stehe. Eine erhebliche Zahl von Zügen fiel aus oder verkehrte mit mehrtägiger Verspätung.
Im November 2017 wurde von einem Auftragsrückgang von Speditionen um 20 % im Nachgang des Vorfalls berichtet. Große Kunden würden noch mehr Verkehr auf die Straße verlagern. Das Verkehrssystem Schiene sei zu anfällig, ein derartiger Vorfall könne sich jederzeit wiederholen. Ende November geben die Schweizerischen Bundesbahnen SBB die ihnen durch den Vorfall entstandenen Umsatzverluste mit 26,5 Millionen Franken (ca. 22,8 Millionen Euro) an.
Eine Studie im Auftrag mehrerer Güterverkehrsverbände, darunter des NEE, die im April 2018 an die Öffentlichkeit gelangte, bezifferte den durch die 51 Tage andauernde Sperrung entstandenen Schaden auf etwa 2 Milliarden Euro, also ein Vielfaches der Baukosten des gesamten Streckenabschnitts von geplanten 693 Millionen Euro. Etwa 8200 Güterzüge waren aufgrund der Sperrung ausgefallen, was zu geschätzten 969 Millionen Euro Schaden bei Unternehmen der Schienenlogistik und 771 Millionen bei deren Kunden, produzierenden Unternehmen, führte. Außerdem wurde die Umwelt durch zusätzliche 39.000 Tonnen mehr CO2-Emissionen belastet. Das Gutachten kritisierte das Krisenmanagement der Bahn. Weder habe es Notfallpläne gegeben, noch praktikable Umleitungsstrecken. Nach Ansicht der NEE könne man angesichts solcher Kosten danach nicht einfach „zur Tagesordnung übergehen“.

### Weiterbau

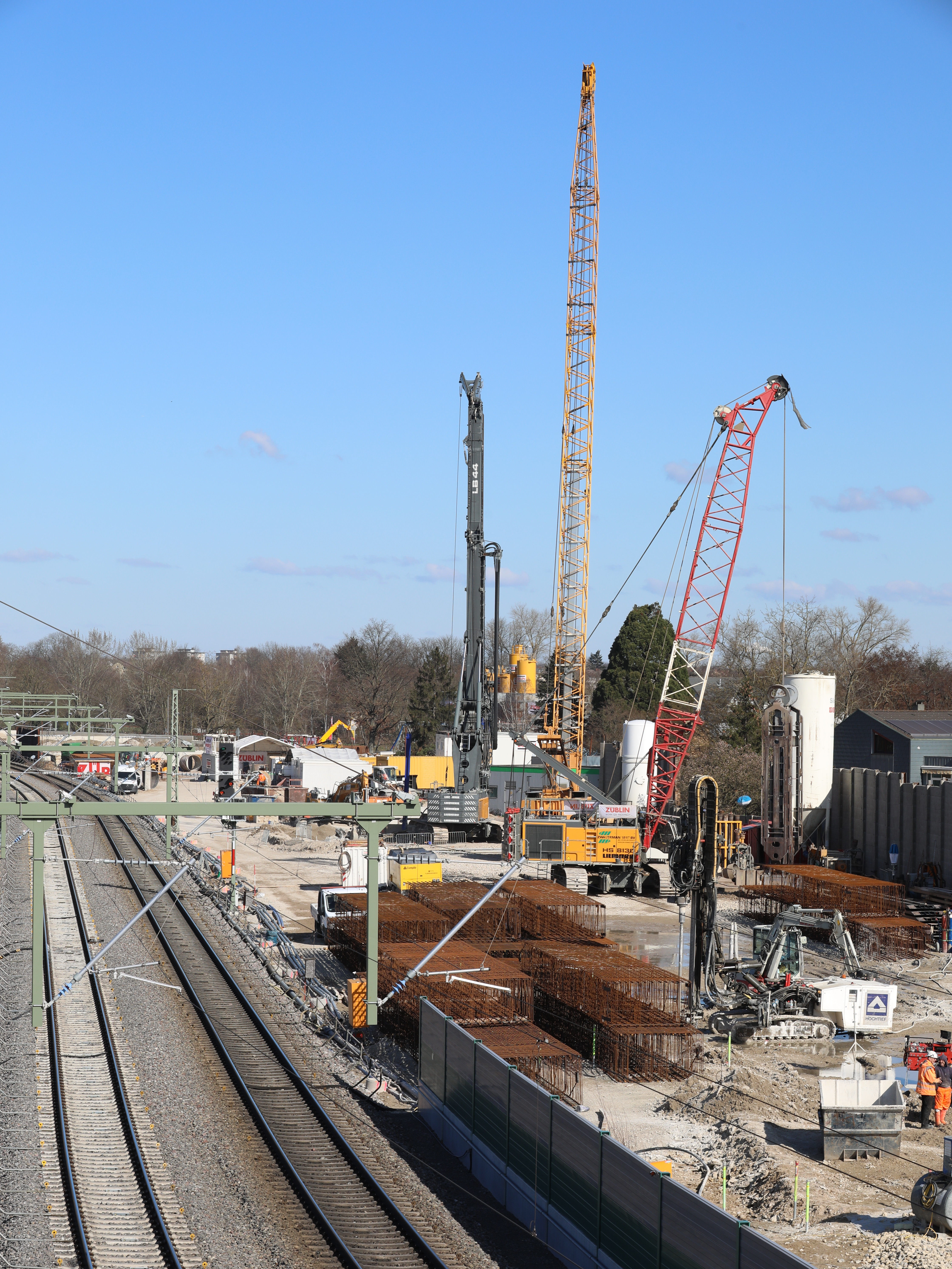
März 2023, Drehbohrgerät und Schlitzwandbagger zur Herstellung der Baugrube mit dem havarierten Tunnelabschnitt

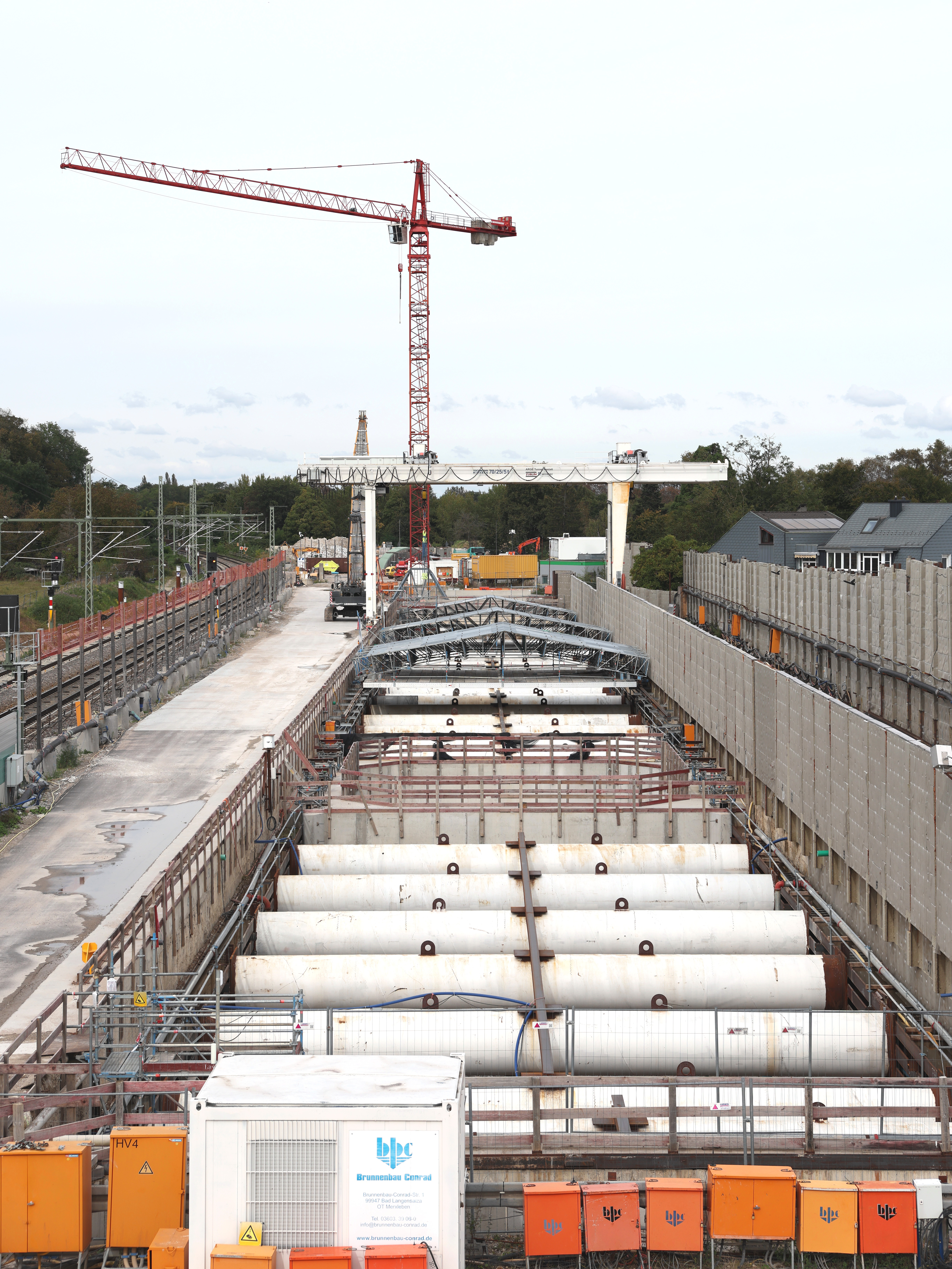
September 2024, Baugrube zur Bergung der einbetonierten Tunnelbohrmaschine

Die zweite Tunnelvortriebsmaschine in der unversehrten Weströhre, die sich zum Zeitpunkt der Havarie etwa 800 Meter von der vorgesehenen Kreuzung mit der Rheintalbahn entfernt befand, setzte im September 2017 den Vortrieb fort und erreichte ihre Warteposition vor der Rheintalbahn im Dezember 2017.
Dort, wo später die Weströhre die Rheintalbahn unterquerte, wurde im Rahmen der achtwöchigen Vollsperrung nach der Havarie vorsorglich eine zweite Betonplatte ähnlicher Dimension wie über der Oströhre zur weiteren Stabilisierung des Bodens gebaut, wodurch die Gleise der bestehenden Rheintalbahn auch in diesem Bereich zusätzlich (zur Vereisung) redundant abgesichert waren. Im September 2017 rechnete die Deutsche Bahn mit einer Verzögerung der Inbetriebnahme um zwei Jahre auf 2024.
Zwischen Februar und Juli 2018 wurde der zur Sicherung in der Oströhre eingebrachte Betonpfropfen wieder entfernt. Anschließend liefen Untersuchungen nebst Hilfs-Baumaßnahmen zur Ursachenuntersuchung der Havarie, beispielsweise wurden mehrmals Erkundungsbohrungen durchgeführt.
Im August 2019 stellte die Deutsche Bahn das Konzept zum Weiterbau des Tunnels Rastatt vor. Im ersten Schritt sollte die bestehende Betonplatte erweitert und darunter die fehlenden 200 Meter der Weströhre im Tunnelvortrieb fertiggestellt werden. Danach sollte die Rheintalbahn auf 700 Metern Länge über die Weströhre verschwenkt werden. An der Oströhre sollte eine 200 m lange, 16 m tiefe und 17 m breite Baugrube erstellt werden, um die einbetonierte und nicht mehr brauchbare Tunnelvortriebsmaschine zu entfernen, den havarierten Tunnelabschnitt abzubrechen und die Oströhre in offener Bauweise fertigzustellen. Abschließend sollte die Rheintalbahn in ihre ursprüngliche Lage zurückverschwenkt werden. Die Unterlagen für das erforderliche Planänderungsverfahren wurden im Juli 2019 beim Eisenbahn-Bundesamt eingereicht, die Genehmigung wurde im Januar 2021 erteilt. Eine vorzeitige Inbetriebnahme nur einer Röhre gilt als nicht möglich, da die andere Röhre als Fluchttunnel nutzbar sein müsse.
Das Konzept sah ursprünglich vor, den Vortrieb der Weströhre ab April 2020 fortzusetzen und die Weströhre Ende 2020 im Rohbau fertigzustellen. Die provisorische Linienführung über der Weströhre sollte im Rahmen einer mehrtägigen Sperrung um Ostern 2021 in Betrieb gehen. Anschließend, frühestens 2021, sollte der fehlende Abschnitt der Oströhre in offener Bauweise erstellt werden. Mitte 2023 sollte die Rheintalbahn in die bisherige Lage zurückverschwenkt werden. Die Inbetriebnahme sollte schließlich Ende 2025 stattfinden.
Im Februar 2020 gab die DB bekannt, den Vortrieb in der Weströhre erst im November 2020 wieder aufnehmen zu wollen, damit eine Unterbrechung der Rheintalbahn während der von April bis Oktober 2020 geplanten Vollsperrung der Schnellfahrstrecke Mannheim–Stuttgart vermieden werde. Ende November 2020 gab die Bahn bekannt, dass der Weiterbau aufgrund fehlender Bodenuntersuchungen nicht starten könne und damit eine Inbetriebnahme erst nach 2025 erfolgen könne. Die im Februar 2021 abgeschlossenen Bodenuntersuchungen ergaben für den Vortrieb der Weströhre die Notwendigkeit von Bodenverbesserungen durch Injektion einer Zementsuspension, sodass der Vortrieb erst Ende 2021 beginnen könne und im Januar 2022 abgeschlossen werden solle. Die Inbetriebnahme des Tunnels sollte sich dadurch bis Ende 2026 verzögern.
Der Vortrieb der Weströhre wurde schließlich im Oktober 2021 wieder aufgenommen und am 6. Dezember 2021 vollendet. Die Verschwenkung der Rheintalbahn erfolgte nunmehr zu Ostern 2022. Seit 20. April 2022 sind die umverlegten, mit 80 km/h befahrbaren Gleise in Betrieb. Anschließend wurde die Betonplatte über der havarierten Oströhre entfernt und mit der Erstellung der Baugrube begonnen. Bis Oktober 2023 wurden für die etwa 200 m lange, 17 m breite und 16 m tiefe Baugrube die umgebenden Schlitzwände erstellt. Anfang April 2024 wurde die Tunnelbohrmaschine erreicht. Der Aushub der Baugrube und die Bergung der Tunnelbohrmaschine war am 19. Dezember 2024 beendet. Das fehlende Stück der Oströhre soll 2025 in offener Bauweise erstellt werden.

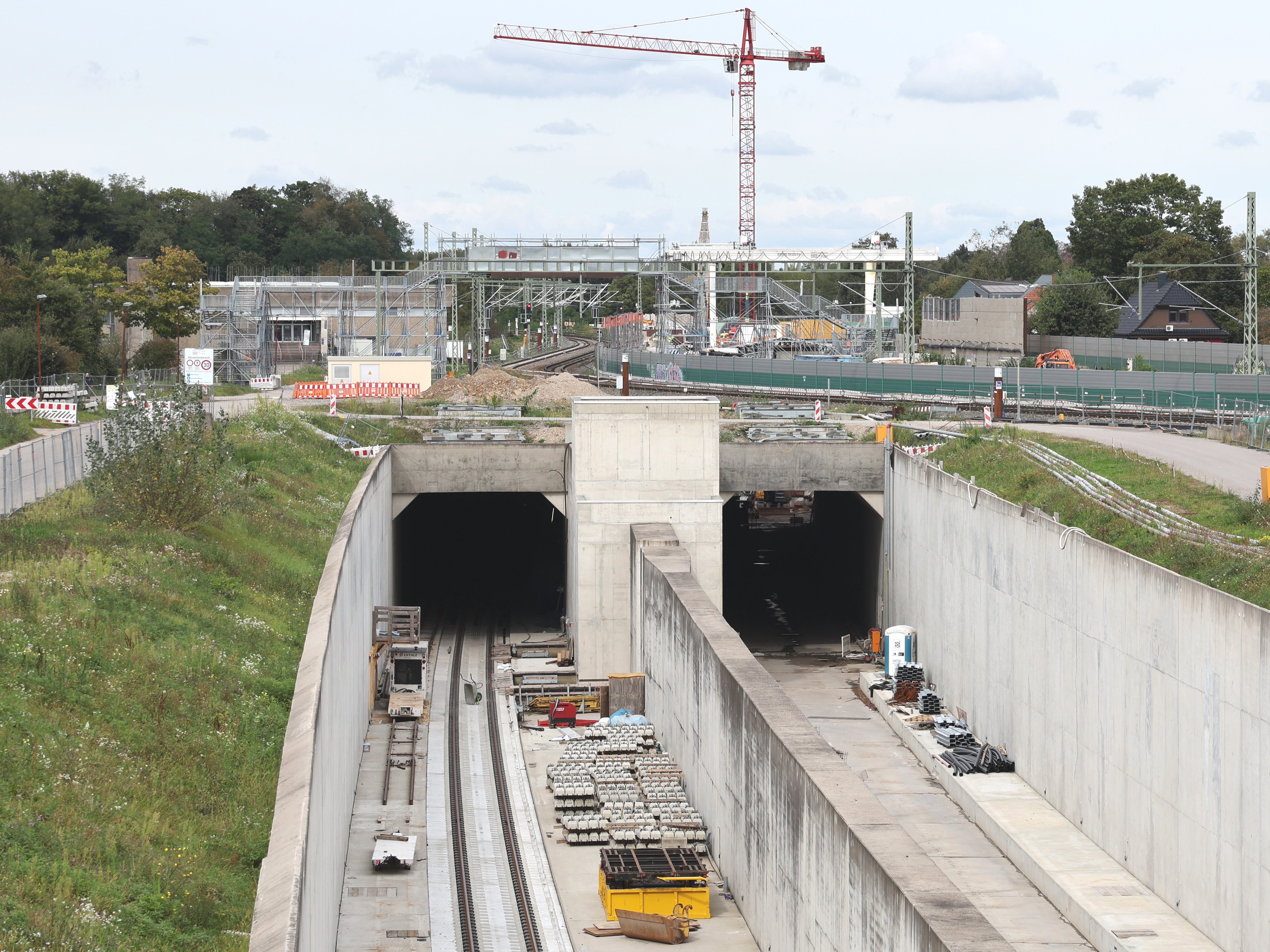
September 2024, südliche Tunnelportale

Abseits der Havariestelle wurden bis Ende 2022 die neun Querschläge zwischen den Tunnelröhren fertiggestellt. Im Februar 2023 wurde mit dem Bau der festen Fahrbahn (Typ Rheda 2000) sowie des „Erschütterungssystems“ begonnen, der mit Ausnahme der Havariestelle bis Ende 2024 abgeschlossen sein sollte. Mitte April 2024 waren 1,5 km Feste Fahrbahn, in der Weströhre, hergestellt.
Am 9. September 2024 ging das Elektronische Stellwerk Rastatt Süd in Betrieb. Das Stellwerk wurde in einem einstöckigen Modulgebäude aufgebaut und steuert 8 Weichen und 29 Signale.

## Kosten
Die Investitionskosten von rund 693 Millionen Euro (Stand: 2012) für den Streckeneinschnitt einschließlich des Tunnels sollen durch den Bund aufgebracht werden. Auf den Tunnelrohbau entfallen 312 Millionen Euro (Stand: 2014). Nach der Havarie im August 2017 wird von einer deutlichen Steigerung der Gesamtkosten ausgegangen.
Die Feste Fahrbahn soll 50 Millionen Euro kosten.

## Kritik
Kritiker bemängeln die eingeschränkte Nutzbarkeit für den Güterverkehr. Während die Rheintalbahn von Karlsruhe nach Basel eine Längsneigung von höchstens 6 Promille aufweise und (mit einem Triebfahrzeug der Baureihe 185) eine Anfahrgrenzlast von 2.622 t ermögliche, führten die 12,3-Promille-Rampen des Rastatter Tunnels zu einer Grenzlast von nur noch 1660 t. Die schwersten etwa 30 % der Güterzüge im Rheintal können den Tunnel damit nicht nutzen oder müssten eine zusätzliche Lokomotive vorspannen. Die Nutzung der bisherigen, oberirdischen Strecke nebst Inkaufnahme entsprechender Geräuschemissionen sei jedoch praktikabler und kostengünstiger.
Kritisiert wird der über das gesetzliche Maß hinausgehende „Vollschutz“ gegen Bahnlärm – an Stelle einfacher Lärmminderungsmaßnahmen –, der unter anderem zu dem „teuren“ und „risikoreichen“ Bau des Tunnels Rastatt mit geringer Überdeckung geführt habe.

## Luftaufnahmen

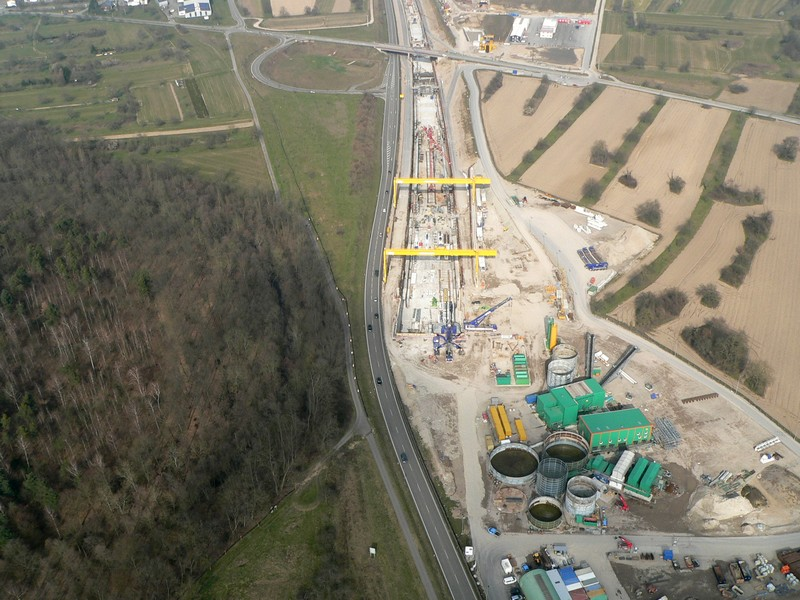
Nordportal des Rastatter Tunnels (20. März 2016)
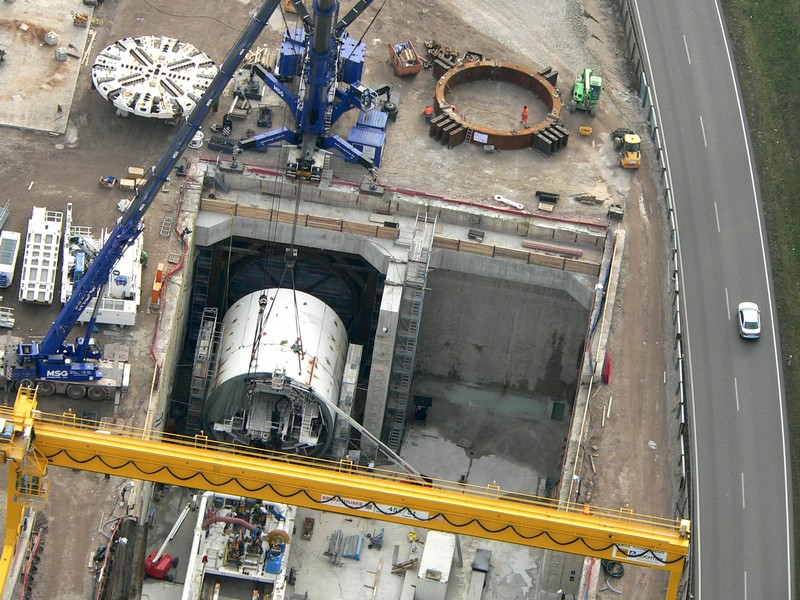
Montage der Tunnelbohrmaschine (12. März 2016)
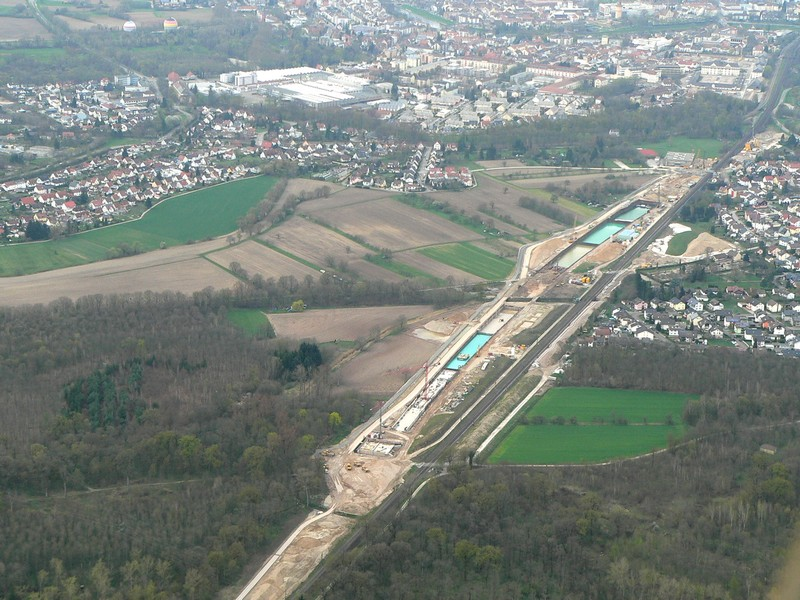
Südportal des Rastatter Tunnels (3. April 2016)
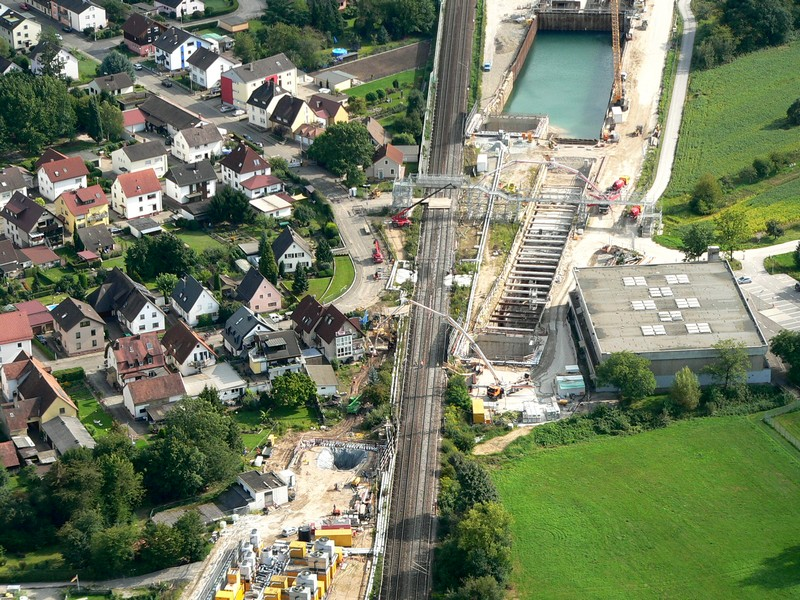
Südportal des Rastatter Tunnels nach dem Gleiseinbruch (20. August 2017)
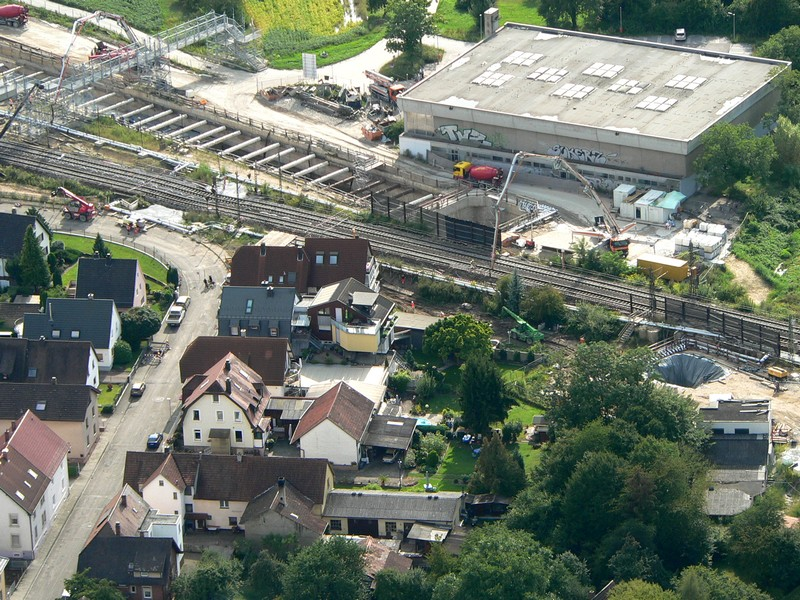
Südportal des Rastatter Tunnels nach dem Gleiseinbruch (20. August 2017)
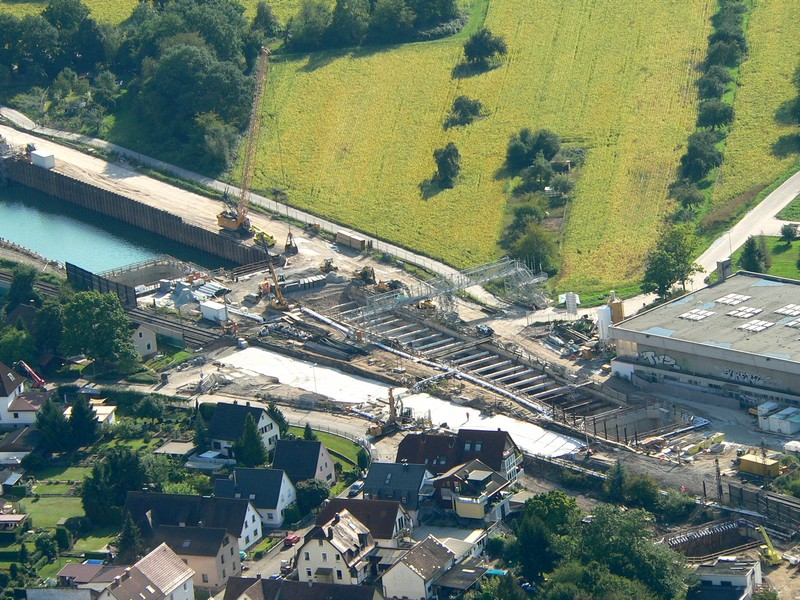
Südportal des Rastatter Tunnels nach dem Verguss der Betonplatte (3. September 2017)
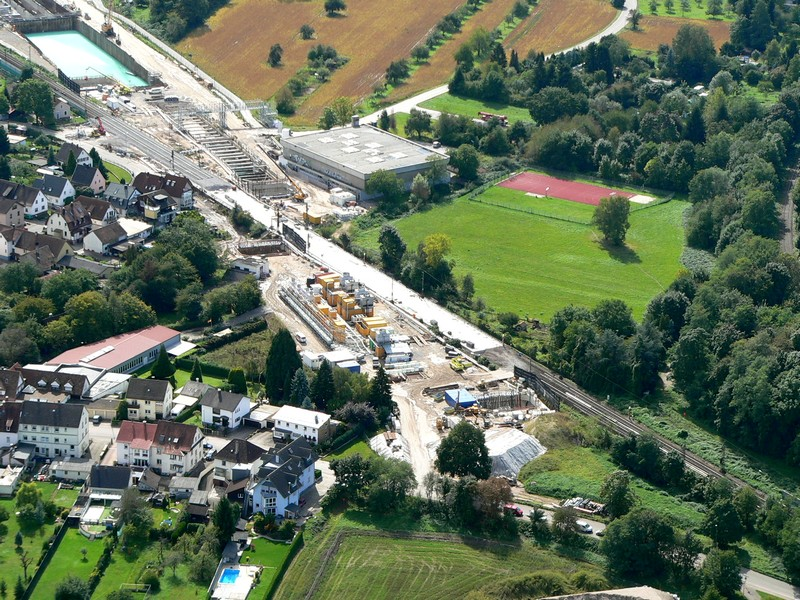
Südportal des Rastatter Tunnels mit beiden Betonplatten. Auf der ersten liegen schon die neuen Schienen. (17. September 2017)